# Carl Prediger (Architekt)
Carl Prediger (* 10. April 1840 in Peine; † 14. Oktober 1918 in Hannover) war ein deutscher Architekt.

## Leben
Nach seinem Schulabschluss besuchte Carl Prediger zunächst die Königliche Baugewerkschule Nienburg und studierte anschließend von 1863 bis 1865 Baukunst an der Polytechnischen Schule Hannover. Zu seinen Lehrern gehörte Conrad Wilhelm Hase.
Später wurde Prediger Mitarbeiter in Hases Architekturbüro. Er übernahm mehrmals die Bauleitung von Kirchen-Sanierungen nach Plänen von Hase.
Zudem wirkte Prediger auch selbst als Architekt in Hannover. Er war 1876 vermutlich Mitglied des Architekten- und Ingenieurvereins zu Hannover. Im selben Jahr trat er dem Verein Deutscher Ingenieure bei.

## Bauten
- 1865–1866: Bauleitung bei der Restaurierung der evangelisch-lutherischen Kirche St. Nikolai in Sarstedt (nach Plänen von Hase)[1]
- 1876: Bauleitung bei der Restaurierung der evangelisch-lutherischen Kirche St. Johannis in Völksen (nach Plänen von Hase)[1]
- 1873–1874: Wohnhaus in Hannover, Am Taubenfelde 24[1]
- 1901[1] oder 1910[4]: Erweiterungsbau des römisch-katholischen St.-Vincenz-Stifts in Hannover, Kirchwender Straße